# Pieni-Pöyliö
Pieni-Pöyliö och Iso-Pöyliö, eller Pöyliönjärvet är sjöar i Finland. De ligger i kommunen Kuusamo i landskapet Norra Österbotten, i den nordöstra delen av landet, 700 km norr om huvudstaden Helsingfors. Pöyliönjärvet ligger 272,8 meter över havet. Arean är 45,2 hektar och strandlinjen är 3,78 kilometer lång. Sjön  ingår i Kems huvudavrinningsområde. 